# Praia da Povoação

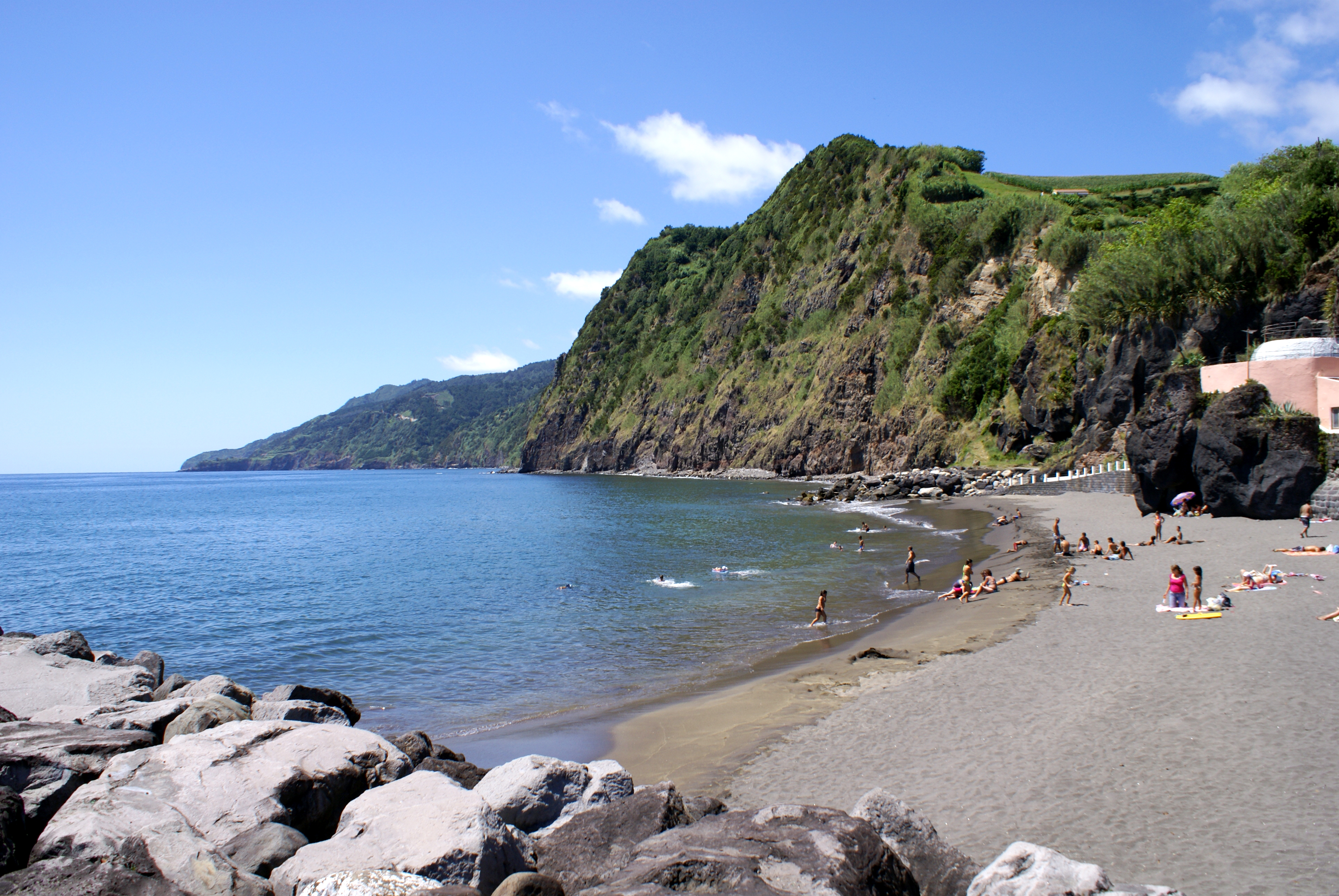
Praia da Povoação.

A Praia da Povoação é uma zona balnear portuguesa localizada no município da Povoação, ilha açoriana de São Miguel.
Esta praia de areia castanha encontra sobranceira a uma alta falésia e enquadrada numa paisagem extremamente caricata, estendendo-se ao longo de parte da vila até se perder na falésia.